# Januszkowo (powiat bydgoski)

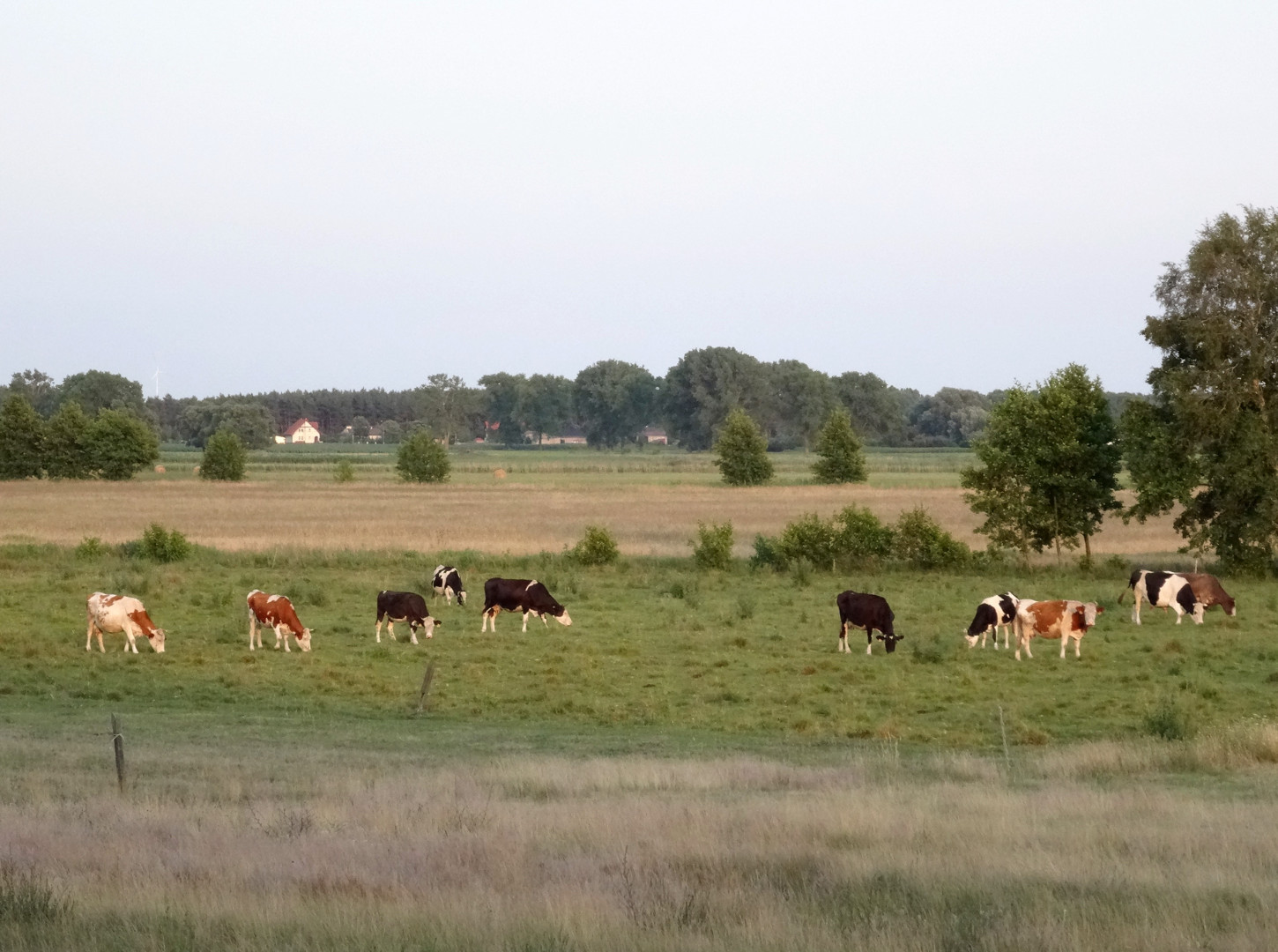
Wypas bydła

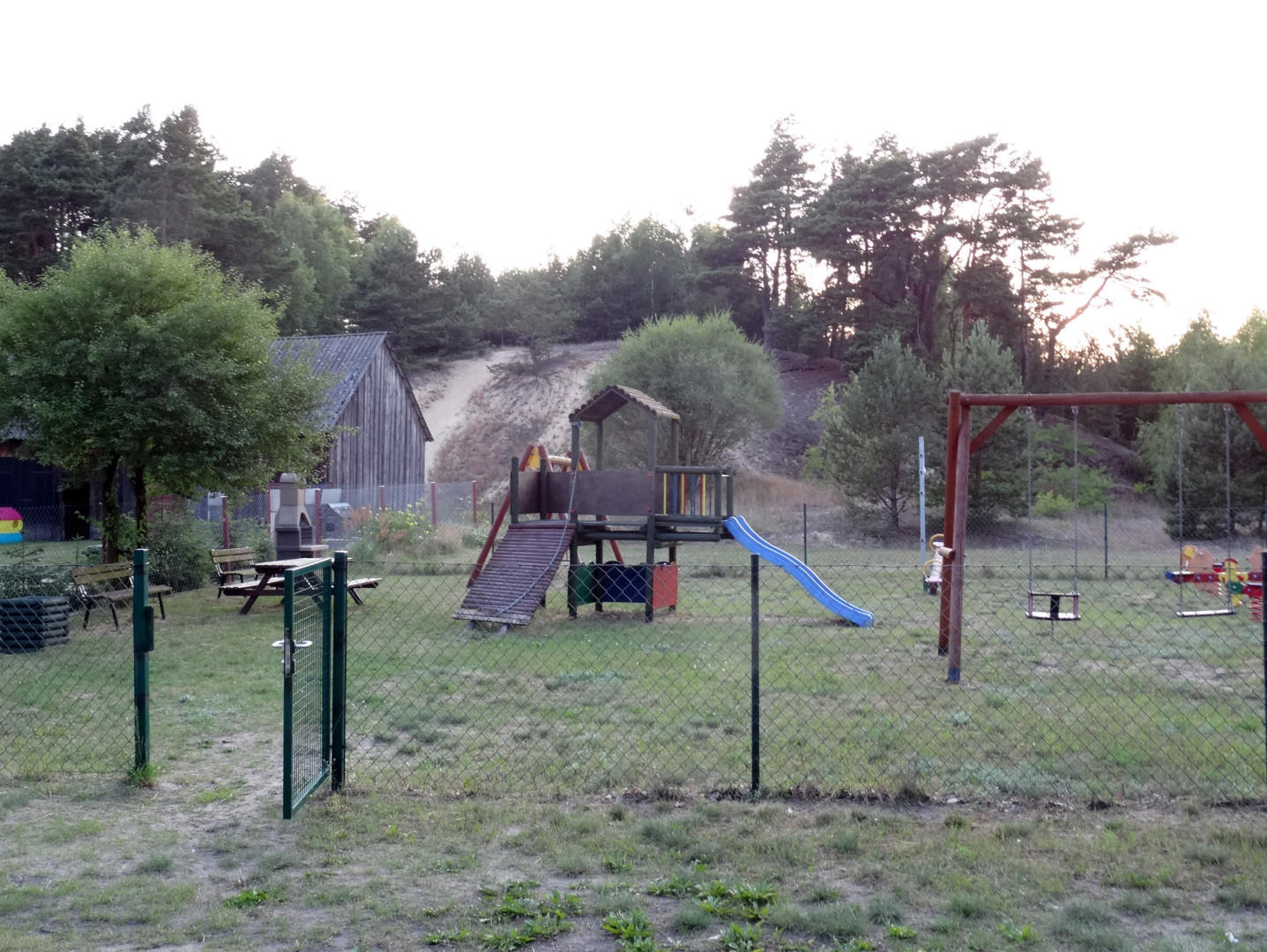
Plac zabaw

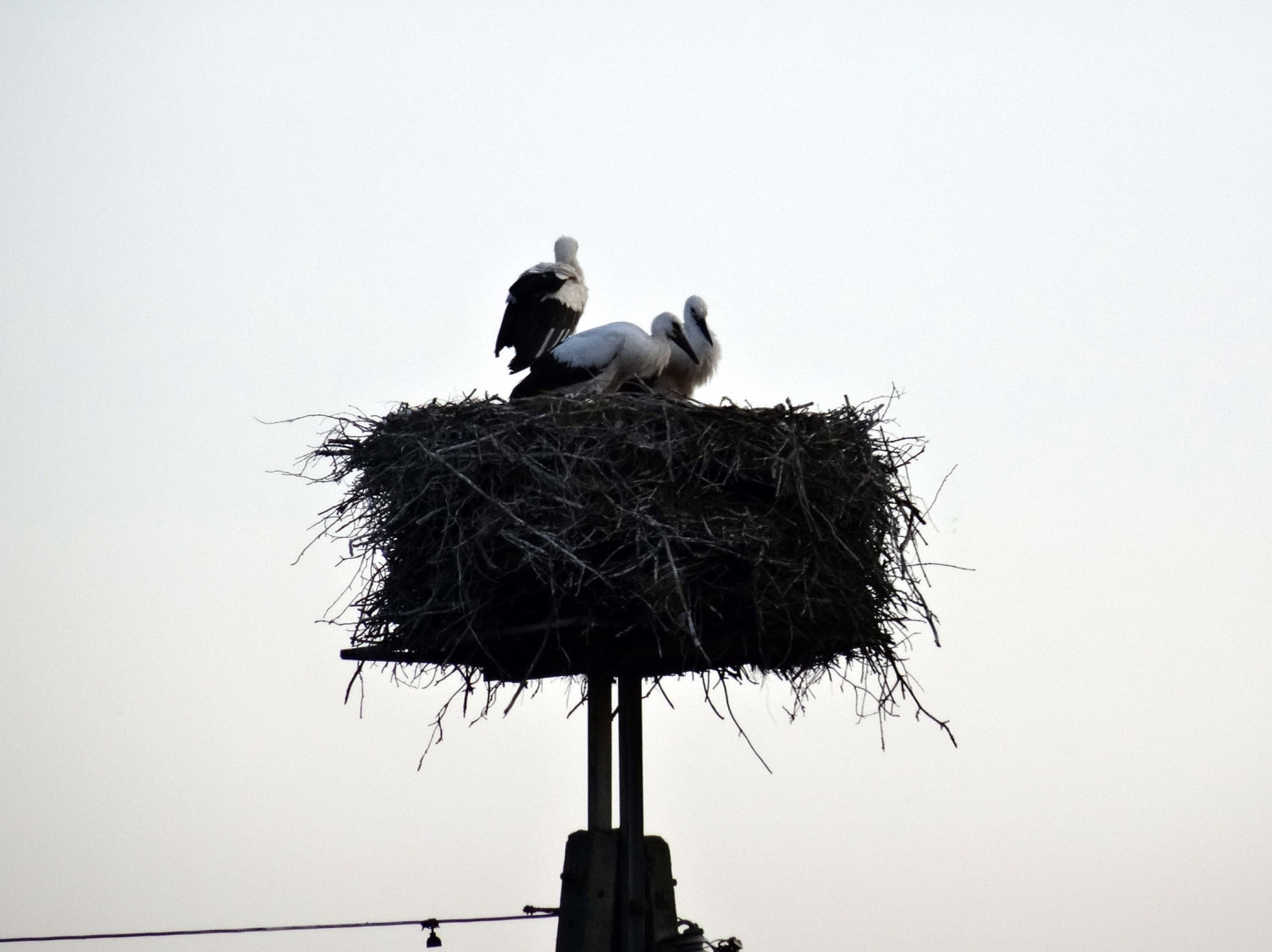
Bociany

Januszkowo – wieś w Polsce położona w województwie kujawsko-pomorskim, w powiecie bydgoskim, w gminie Nowa Wieś Wielka.
W latach 1950–1998 miejscowość należała administracyjnie do województwa bydgoskiego.

## Położenie
Januszkowo usytuowane jest na wschód od Nowej Wsi Wielkiej na skraju wydm oddzielających dolinę Kanału Noteckiego od torfowiska Dziemionna. Na południe od miejscowości rozciągają się zmeliorowane łąki, dawne mokradła (Dziemionna-Niwy, niem. Dzimon Bruch). Od północy przylega do wsi pas lasu porastający ubogie gleby wykształcone na piaskach wydmowych. Poprzez las Januszkowo sąsiaduje od północy z Prądocinem, a od zachodu z Kolankowem i Jakubowem. Przez północno-wschodnie obrzeża miejscowości przebiega droga krajowa nr 25 Bydgoszcz-Inowrocław oraz linia kolejowa nr 131.
Pod względem fizyczno-geograficznym leży w obrębie Pradoliny Toruńsko-Eberswaldzkiej w mezoregionie Kotlina Toruńska.

## Charakterystyka
Januszkowo to wieś sołecka usytuowana w południowo-zachodniej części gminy Nowa Wieś Wielka. Zabudowa rozciąga się wzdłuż drogi Nowa Wieś Wielka – Januszkowo – Jakubowo. Łącznie w sołectwie Januszkowo jest 71 ha gruntów ornych (wyłącznie V i VI klasy bonitacyjnej), 115 ha łąk, 4 ha pastwisk oraz 219 ha lasów. We wsi znajduje się budynek ujęty w ewidencji zabytków, tj. dom mieszkalny nr 31 z budynkiem gospodarczym. 
W Januszkowie jeszcze w okresie międzywojennym odkryto stanowiska archeologiczne z epoki kamiennej. 

## Historia
Z mapy topograficznej Friedricha von Schröttera (1798–1802) wynika, że obszar dzisiejszego Januszkowa, Prądocina i Dobromierza należał do wsi Brühlsdorf, założonej w latach 1750–1765 przez wójta bydgoskiego Maurycego Brühla. 
W I połowie XIX wieku na północnym obrzeżu łąk zwanych „Dziemionna” powstała kolonia osadników niemieckich zwana Johannisthal. Spis miejscowości rejencji bydgoskiej z 1833 r. podaje, że w kolonii Januszkowo (niem. Johannisthal) w powiecie inowrocławskim mieszkało 200 osób (wszyscy ewangelicy) w 39 domach. Miejscowość należała do parafii ewangelickiej w Łabiszynie. Kolejny spis z 1860 r. podaje, że w Januszkowie mieszkało 295 osób (253 ewangelików, 42 katolików) w 56 domach. Na miejscu znajdowała się szkoła elementarna. Miejscowość należała do parafii katolickiej w Pęchowie i ewangelickiej w Łabiszynie.
W styczniu 1920 roku na mocy traktatu wersalskiego miejscowość znalazła się w granicach odrodzonej Polski. Wieś przemianowano na Januszkowo Kujawskie. Wieś nadal znajdowała się (do 1954) w powiecie inowrocławskim. W 1934 r. w wyniku reformy administracyjnej wieś włączono w skład gminy wiejskiej Złotniki Kujawskie. We wsi istniała czteroklasowa szkoła elementarna z polskim językiem wykładowym. Dzieci klasy 5, 6 i 7 uczęszczały do szkoły zbiorczej w Złotnikach Kujawskich. 
W czasie okupacji w Januszkowie znajdowała się szkoła, do której uczęszczały m.in. dzieci z Nowej Wsi Wielkiej (od 10. roku życia). Niewykwalifikowani nauczyciele uczyli je tylko języka niemieckiego i rachunków do 100, co wynikało z hitlerowskiej polityki germanizacji ludności w okręgu Gdańsk-Prusy Zachodnie. Po wojnie zamordowani Polacy ze wsi: Dziemionna, Jakubowo, Januszkowo, Krążkowo, Prądocin i Tarkowo zostali po ekshumacji pochowani na cmentarzu w Lisewie Kościelnym, gdzie w 1965 r. wystawiono im pomnik.
W latach 1945–1954 Januszkowo było gromadą wiejską wchodząc w skład gminy Złotniki Kujawskie. W 1948 r. posiadało powierzchnię 186 ha i zaludnienie 278 osób. W latach 1947–1953 w dyskusjach na temat nowego podziału administracyjnego przedstawiciele wsi opowiadali się za pozostawieniem ich w granicach terytorialnych gminy Złotniki Kujawskie, co motywowane było rzeczowym traktowaniem mieszkańców przez władze gminne. Gminna Rada Narodowa w Złotnikach Kujawskich w 1947 r. podjęła jednak uchwałę, aby odstąpić Januszkowo nowo tworzonej gminie Nowa Wieś Wielka podobnie jak kilka innych wsi. Po reformie administracyjnej z 25 września 1954 r. miejscowość znalazła się jako jedno z 16 sołectw w gromadzie Nowawieś Wielka. 
W 1946 roku we wsi istniała jednoklasowa szkoła powszechna z mieszkaniem służbowym dla nauczyciela. W latach 60. dzieci skierowano do obwodu szkolnego w Nowej Wsi Wielkiej. Z dniem 29 stycznia 1979 r. sołectwo Januszkowo przejściowo zostało zlikwidowane i włączone do sołectwa Nowa Wieś Wielka. Przywrócono je 20 lipca 1981 roku.
W latach 1959–1961 wieś została zelektryfikowana. W latach 1994–1998 do Januszkowa doprowadzono wodociąg, oświetlono ulice oraz zmodernizowano drogę do Nowej Wsi Wielkiej.
W okresie powojennym zalesiono pokaźne tereny na północ i zachód od wsi (w kierunku Prądocina i Kolankowa). 

## Statystyka
Poniżej podano wybrane informacje statystyczne dotyczące wsi Januszkowo na podstawie Banku Danych Lokalnych GUS.
Narodowy Spis Powszechny 2002 wykazał, że we wsi Januszkowo mieszkało 181 osób w 54 gospodarstwach domowych. Wykształcenie wyższe lub średnie posiadało 12% populacji. We wsi znajdowało się 40 budynków z 46 mieszkaniami. 60% mieszkań zostało wzniesionych przed 1945 rokiem, a 20% w latach 1989–2002. 
Narodowy Spis Powszechny 2011 odnotował 212 mieszkańców Januszkowa. W 2013 r. działalność gospodarczą prowadziło 11 podmiotów – wszystkie to osoby fizyczne. W latach 2008–2013 oddano do użytku 11 mieszkań, co stanowiło to 3% nowych mieszkań wzniesionych w tym czasie w całej gminie Nowa Wieś Wielka.